# کلی علیا (کلیبر)
کلی علیا یا به نام محلی کهلوخ از روستاهای استان آذربایجان شرقی است که در بخش مرکزی شهرستان کلیبر واقع شده‌است.